# Bouygues
Bouygues (/bwiɡ/, Euronext: EN) là một tập đoàn của Pháp hoạt động trên nhiều lĩnh vực như xây dựng, viễn thông, truyền thông, năng lượng. Công ty này được thành lập vào năm 1952 bởi Francis Bouygues, một cựu sinh viên trường École Centrale Paris và từ năm 1989 được để lại cho người con trai là Martin Bouygues. Năm 2008, Bouygues thuê mướn hơn 145.150 nhân viên tại 80 quốc gia trên thế giới với tổng thu lên tới 32.71 tỷ euro.